# BPMN

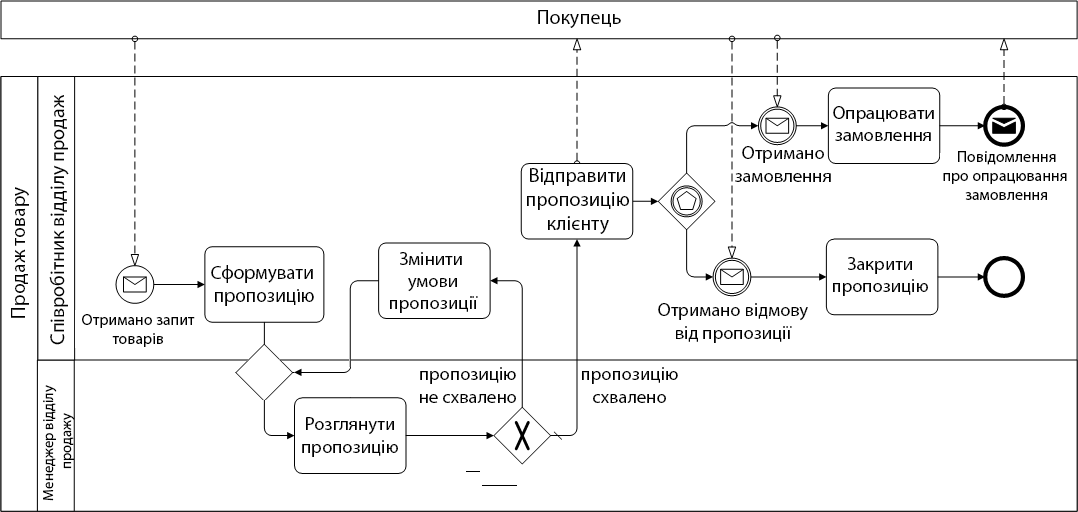
Приклад моделювання процесу в BPMN 1.1: Обробка запиту про товари

BPMN (англ. Business Process Model and Notation, модель та нотація бізнес-процесів) — система умовних позначень (нотація) для моделювання бізнес-процесів. Розроблена Business Process Management Initiative (BPMI) та підтримується Object Management Group після їх злиття в 2005 році. Остання версія BPMN — 2.0, що була прийнята у січні 2011 року.

## Опис
Модель та нотація бізнес-процесів є стандартом для моделювання бізнес-процесів що надає графічну нотацію для визначення бізнес-процесу у вигляді "Діаграми бізнес-процесу" (англ. Business Process Diagram, BPD). Така діаграма ґрунтується на представлені бізнес-процесу у вигляді блок-схеми, що семантично схожа на діаграму діяльності.
Метою BPMN є підтримка моделювання та управління бізнес-процесами. При чому єдина модель бізнес-процесу повинна бути зрозумілою для всіх користувачів (зацікавлених осіб). Тим не менше, нотація дає можливість визначати складну семантику бізнес-процесів. Для спрощення розуміння та використання стандарту пропонуються розбити елементи нотації на два рівні: базових елементів нотації та елементи, що дають можливість визначити всі (технічні) деталі бізнес-процесу.

## Область застосування
BPMN підтримує тільки набір концепцій, що необхідні для моделювання виключно бізнес-процесів. Моделювання інших аспектів бізнесу (підприємства) таких як дані, організаційну структуру чи інформаційні потоки не є предметом моделювання в BPMN. Тим не менше, в нотації BPMN передбачено можливість моделювання потоків даних та потоків повідомлень, а також асоціації даних та дій.

## Елементи
Моделювання з використанням BPMN виконується у вигляді діаграм, що складаються з різних елементів. Розрізняють чотири категорії елементів:
- Об’єкти потоку керування: дії, події та логічні оператори
- Поєднуючі елементи: потік керування, потік повідомлень та асоціації
- Ролі: пули та доріжки
- Артефакти: дані, групи та текстові анотації

### Дії
Дії, діяльність (англ. Activity) відображуються за допомогою прямокутника із закругленими кутами і описують вид роботи, яку необхідно виконати. Діяльність — це загальний термін для позначення роботи, яку виконує компанія. Вона може бути атомарною або складною.

Дії

- Задача (англ. Task) — одиниця роботи. Якщо задача є підпроцесом, то вона може бути деталізована.
- Транзакція (англ. Transaction) — набір логічно пов’язаних дій. Для транзакції може бути визначений протокол виконання.
- Подієвий підпроцес (англ. Sub-process) розміщується всередині іншого процесу. Він починає виконуватися, якщо ініціюється його початкова подія. Подієвий підпроцес може переривати батьківський підпроцес або виконуватися паралельно з ним.
- Викликаюча дія (англ. Call activity) є точкою входу для глобально визначеного підпроцесу, що повторно використовується в даному процесі (англ. reusable subprocess).

### Події
- Проста: нетипізована подія, зазвичай вказує на початок, зміну стану, чи завершення процесу.
- Повідомлення: Отримання і відправлення повідомлень.
- Таймер: циклічні події, моменти часу, часові періоди і тайм-аути.
- Ескалація: перенесення розгляду задачі на більш високий рівень організаційної ієрархії.
- Умовна: реакція на зміну бізнес-умов або інтеграція бізнес-правил.
- Посилання: пара відповідних посилань, що еквівалентна неперервному потоку керування.
- Помилка: генерація й обробка помилок заданого типу.
- Скасування: обробка скасування транзакції або ініціювання скасування.
- Компенсація: обробка або ініціювання компенсації.
- Сигнал: передається між процесами та може оброблятися декількома одержувачами одночасно.
- Складена: обробка однієї події із багатьох або генерація всіх визначених подій.
- Паралельна складена: обробка всієї множини паралельних подій.
- Зупинник: викликає негайне припинення виконання процесу.

### Логічні оператори

Логічні оператори

- Оператор виключаючого АБО, що керуюється даними

При розгалуженні оператор активує один із вихідних потоків. При об'єднанні — очікує завершення одного вхідного потоку і активує вихідний потік.
- Оператор виключаючого АБО, що керується подіями

Передує тільки обробляючим подіям або завданням отримання повідомлення. Виконується тільки той потік, де подія сталася раніше.
- Оператор І

При розгалуженні оператор активує всі вихідні потоки. При об'єднанні — очікує завершення всіх вхідних потоків і активує вихідний потік.
- Оператор АБО

При розгалуженні активує один або більше вихідних потоків. При об'єднанні всі запущені вхідні потоки повинні бути завершені.
- Складний оператор

Моделює складні умови розгалуження та злиття.
- Оператор виключного АБО, що керується подіями (створює новий екземпляр)

Настання кожної подій, яким передує оператор, створює екземпляр процесу.
- Оператор І, що керується подіями (створює новий екземпляр)

Настання всіх подій, яким передує оператор, створює екземпляр процесу.

### Потоки керування
- Потік керування визначає порядок виконання дій.
- Потік за умовчанням визначає потік, що буде виконаний, якщо умови всіх інших потоків розгалуження невірні.
- Умовний потік визначає потік, що буде виконаний, якщо пов'язана з цим потоком умова вірна.

### Ролі
- Пули (учасники) і доріжки відображають розподіл обов'язків. Пул або доріжка позначає організацію, роль або систему. Доріжки дають змогу ієрархічно поділяти пули та інші доріжки.
- Потік повідомлень описує інформаційний потік між учасниками процесу. Потік повідомлень може приєднуватися до пулів, дій чи подій-повідомлень.
- Порядок обміну повідомленнями може бути заданий за допомогою потоку повідомлень і потоку керування.

### Дані

Дані

- Вхідні дані — це вхідний параметр процесу. Вихідні дані — результат виконання процесу (вихідний параметр). Під час виконання дії використовують вхідні дані та продукують вихідні дані.
- Об'єкт даних представляє інформацію, що оброблюється в ході процесу, наприклад документ або лист.
- Колекція об'єктів даних представляє групу об'єктів, що несуть інформацію, наприклад перелік замовлених товарів.
- Сховище даних — це об'єкт, який процес може використовувати для запису та вибірки даних, наприклад база даних. Сховище даних дає змогу зберігати дані після закінчення життєвого циклу екземпляра процесу.
- Повідомлення дає змогу явно продемонструвати передачу інформації в ході спілкування двох учасників. Біле повідомлення надсилається ініціатором спілкування, сіре — іншим учасником.